# CA 반피엘드
CA 반피엘드(스페인어: Club Atlético Banfield)는 아르헨티나의 수도 부에노스아이레스에서 남쪽으로 14 km 떨어진 곳에 있는 작은 마을 반피엘드를 연고로 하는 스포츠 클럽이다. 1865년부터 1872년까지 영국계 철도 회사인 '부에노스아이레스 그레이트 서던 레일웨이'(Buenos Aires Great Southern Railway)의 경영자였던 에드워드 반필드(Edward Banfield)가 1896년 설립했다. 반피엘드는 축구팀을 비롯해 풋살, 배구, 필드하키, 체조, 체스, 태권도, 테니스 등 여러 종목의 팀을 운영하고 있다. 물론, 축구팀으로 가장 유명하다.
반피엘드는 엘 탈라드로(El Taladro, 드릴)라는 별명으로 종종 불리곤 하는데, 1930년대에 엘 팜페로(El Pampero)라는 신문에서 반피엘드의 공격수들이 상대편 수비들을 드릴로 뚫는 것 같다고 묘사한 데에서 유래한 것이다. 반피엘드는 전통적으로 그란 부에노스아이레스 남부 수도권 지역에서 많은 지지자를 거느린 클럽이며, 로마스데사모라 파르티도에서 가장 큰 축구팀이기도 하다.

## 역사
긴 역사에 비해 아마추어 시절부터 반피엘드는 그리 강팀은 아니었다. 1920년 코파 데 오노르 (부에노스아이레스 자치정부)에서 보카 주니어스를 2-1로 꺾고 우승한 것이 가장 영광스런 역사로 남아있는 정도이다.
아직 프리메라 디비시온에서 우승한 적은 없지만, 1951년 캄페오나토와 2005년 클라우수라에서 두 차례 준우승을 차지한 바 있다. 2부 리그에서는 여섯 차례 우승하였고, 1986/87 시즌은 플레이오프를 통해 승격하여 모두 일곱 차례 승격했다.

## 우승 기록

#### 2부 리그 (6회)
- 프리메라 B 나시오날: 1939, 1946, 1962, 1973, 1992-92, 2000-001

#### 컵 대회
- 코파 데 오노르 (부에노스아이레스 자치정부): 1920

## 선수 명단

### 현역
참고: FIFA 자격 규정에 따라 소속된 국가대표팀 국기를 표시합니다. 선수는 복수의 FIFA 비회원국 국적을 가지고 있을 수 있습니다.
| 번호 | 포지션 | 국적     | 이름               |
| ---- | ------ | -------- | ------------------ |
| 15   | DF     | 우루과이 | 마티아스 데 리티스 |
| 20   | MF     | 에콰도르 | 다미안 디아스      |

| 번호 | 포지션 | 국적   | 이름                |
| ---- | ------ | ------ | ------------------- |
| 25   | GK     | 페루   | 디에고 로메로       |
| -    | DF     | 시리아 | 이그나시오 아브라함 |

## 역대 감독
| 감독              | 임기        |
| ----------------- | ----------- |
| 레나토 체사리니   | 1949        |
| 호르헤 부루차가   | 2008 ~ 2009 |
| 리카르도 라볼페   | 2011        |
| 마티아스 알메이다 | 2013 ~ 2015 |

## 연계 클럽
부에노스아이레스주 뿐 아니라 코르도바 주, 멘도사주, 산타페 주 등 아르헨티나의 다른 여러 지역에도 반피엘드의 이름을 갖고 있는 연계 클럽이 여럿 있다. 아르헨티나 축구협회에 정식으로 등록된 축구팀만 10여 개 이상이다.

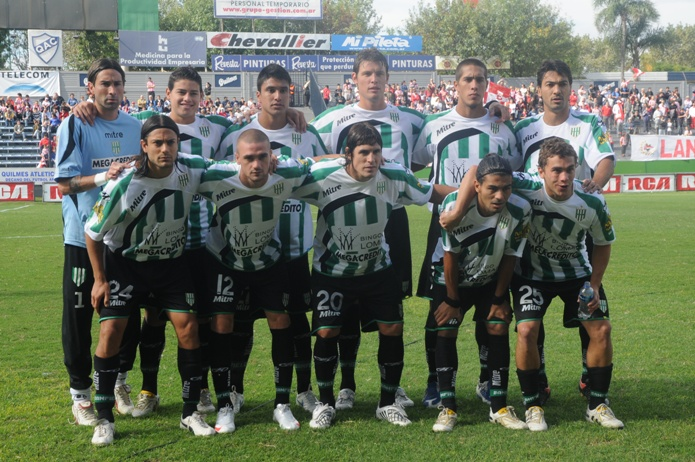

## 참고
1. ↑  H.R.Stones (1993). 《British Railways in Argentina 1860-1948》 (영어). Bromley, Kent, England: P.E.Waters & Associates.
2. ↑  “Argentina - Copa de Honor "Municipalidad de la Ciudad de Buenos Aires" - 1920”. RSSSF.